# Punta Abreojos Airport
Punta Abreojos Airport är en flygplats i Mexiko.   Den ligger i kommunen Mulegé och delstaten Baja California Sur, i den västra delen av landet, 1 700 km nordväst om huvudstaden Mexico City. Punta Abreojos Airport ligger 10 meter över havet.
Terrängen runt Punta Abreojos Airport är platt. Havet är nära Punta Abreojos Airport åt sydost.